# Пласка Земля

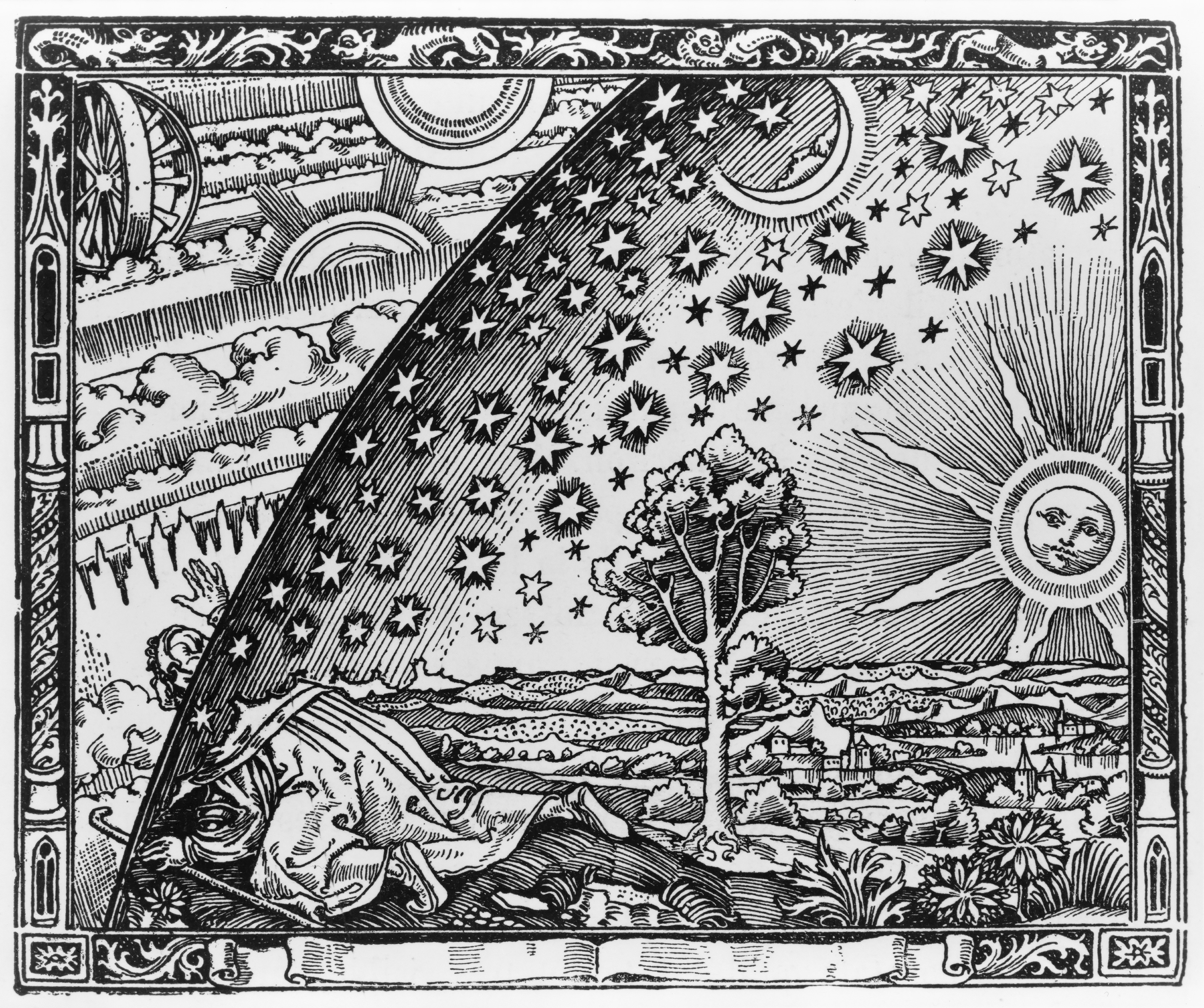
Гравюра Фламмаріона, на якій зображено астронома, що досяг краю «пласкої землі», 1888

Пласка́ Земля́ — псевдонаукова концепція, за якою Земля має форму пласкої фігури — нескінченної площини, квадрата чи диска. Концепція пласкої Землі була присутня в космогонії та міфології багатьох народів давнини, зокрема, стародавніх єгиптян, вавилонян, в ранньому індуїзмі, буддизмі та скандинавській міфології. Частиною світобудови з пласкою Землею часто є куполоподібне небо.
Хоча більшість досократиків вірили, що Земля пласка, парадигму кулястої Землі розроблено в грецькій астрономії, починаючи з Піфагора (VI ст. до н. е.), який виходив з езотеричних міркувань. Арістотель ствердив сферичну форму Землі на емпіричних підставах близько 330 року до н. е., і знання про кулясту форму Землі відтоді поступово виходили за рамки елліністичного світу. У результаті розвитку астрономії та географії кулястість Землі отримала переконливе наукове обґрунтування, що підтверджується спостереженнями та експериментами. Попри це нині існує Товариство пласкої Землі та інші організації, що й досі обстоюють концепцію пласкої Землі.
У XXI ст. ідея про пласку Землю знову здобула популярність завдяки розвитку соціальних медіа та поширенню скепсису щодо наукового знання. Вигадані світи, що мають пласку форму, є поширеною темою в фантастиці.

## Історія концепції

Карта світу Анаксімандра

### Стародавній світ
Щоб спостерігати вигнутість горизонту Землі, необхідно перебувати на висоті щонайменше 10,6 км над її поверхнею. Оскільки технології стародавніх культур не дозволяли досягти такої висоти, світ уявлявся пласким. Територія, відома пересічній людині, була надто малою, щоб подорожуючи нею, помітити кривизну земної поверхні. Рух Сонця, Місяця та зірок справляв враження, що вони переміщуються по поверхні купола, який утворює небо. Деталі такої світобудови різнилися від культури до культури.
Давньоєгипетські та месопотамські записи описують світ як диск, розташований в океані, накритий куполом неба. На іракській табличці, датованій 1000 роком до н. е., зображено Вавилон у центрі плаского диска Землі. У класичній Греції досократичні філософи, такі як Левкіпп і Демокріт були прихильниками пласкої Землі. Анаксімандр описував Землю як диск, розташований на верхній основі циліндра. Анаксагор стверджував, що Земля пласка, тоді як його учень Архелай вважав, що Земля ввігнута, подібно до миски, чим він пояснював той факт, що Сонце сходить і заходить у різних широтах в різний час.
У давній скандинавській космології пласка Земля оточена океаном, а в її центрі стоїть світове дерево чи стовп. Деякі священні тексти Індії описують Землю як концентричні кільця океанів і суші, розташовані на диску. Також у індуїстській космології Земля описувалася підтримуваною восьма слонами чи світовою черепахою.
У Стародавньому Китаї Землю описували як квадратну до XVII ст., іноді злегка вигнуту вгору, тоді як уявлення про небо дуже різнилися: воно могло бути круглим, сферою, що оточує Землю, або повітряним простором, у якому ширяють астрономічні об'єкти. Чжан Хен писав, що Земля, «як жовток у яйці» міститься в сферичному небі, але «Земля бере своє тіло від Інь, тому вона пласка». В II ст. до н.е. китайські астрономи, вимірюючи висоту Сонця над Землею, зробили висновок, що її довжина складає 100 тис. лі (приблизно 200 тис. км). Трактат Чжоу бі суань цзін описує спробу визначити відстань до Сонця, вимірюючи довжину полуденної тіні на різних широтах (подібно як робив Ератосфен), але стверджує, що Земля пласка.
Однак, подорожі світом засвідчили неповноцінність моделі світу, в якому Земля пласка. Арістотель, подорожуючи до Єгипту, виявив, що там видно сузір'я, які ніколи не спостерігаються в Греції, що було б неможливо на пласкій Землі. Ератосфен у III ст. до н. е. став першою людиною, яка обчислила окружність Землі, виходячи з того, що в полудень довжина тіні від однакових предметів різна на різних широтах.
Модель, запропонована Арістотелем, де куляста Земля міститься в концентричних небесних сферах зі світилами, здобула статус незаперечної. Афінагор, представник ранніх християн, писав близько 175 року н.е. що Земля  сферична. Арнобій писав близько 305 року: «Найперше, справді, сам світ не є ні правим, ні лівим. Він не має ні верхньої, ні нижньої областей, ні передньої, ні задньої частини. Бо все, що кругле і обмежене з усіх боків окружністю суцільної сфери, не має ні початку, ні кінця...». Августин Блаженний ймовірно не заперечував, що Земля сферична, проте критикував погляди, що її південна півкуля населена.

### Середньовіччя та Новий час
Сферична Земля не узгоджувалася з католицьким світобаченням про Землю з Єрусалимом у центрі. Дві моделі надавали різне структурування світу, і релігійний варіант був зручний для символічного опису всієї світобудови, де фізичні об'єкти мають приховане значення. Тому розроблялися різні гібридні описи, наприклад, де пласка Земля плаває на верхівці водяної сфери.
Всупереч поширеному уявленню, в Європі за Середньовіччя більшість освічених людей не вважали Землю пласкою. Спираючись на античний спадок, вони приймали, що Земля куляста. Лише в XIX ст. через антикатолицьку пропаганду поширилася думка, що в Середньовіччі модель пласкої Землі була загальноприйнятою.
Навколосвітня подорож Фернана Магеллана, завершена 1522 року, підтвердила кулястість Землі. У XVII ст. ідея сферичної Землі поширилася в Китаї завдяки впливу єзуїтів, які займали високі посади астрономів при імператорському дворі.

В Україні відомі такі літературні пам'ятки, які різноманітні «Шестодневи» та копії «Християнської топографії» візантійського автора Козьми Індикоплевста, який писав у VI ст., що Землю «немічно круглоподібною розуміти». Серед найдавніших текстів з території України, які згадують кулястість Землі, є трактат «Космографія» (друга половина XV або XVI ст.), що є перекладом з латинського оригіналу англійського астронома ХІІІ ст. Йоанна де Сакробоско. В «Космографії» описано, що небесні сфери вкладені одна до іншої «як цибуля» та наводяться як астрономічні, так і філософські підстави земної кулястості. Поміж наукових праць — це книга Афанасія Стойковича «Початкові основи фізичної астрономії» (Начальныя основания физической астрономии, 1813), де автор посилається на астрономічні спостереження та результати подорожей Мегеллана, Кука та Крузенштерна.

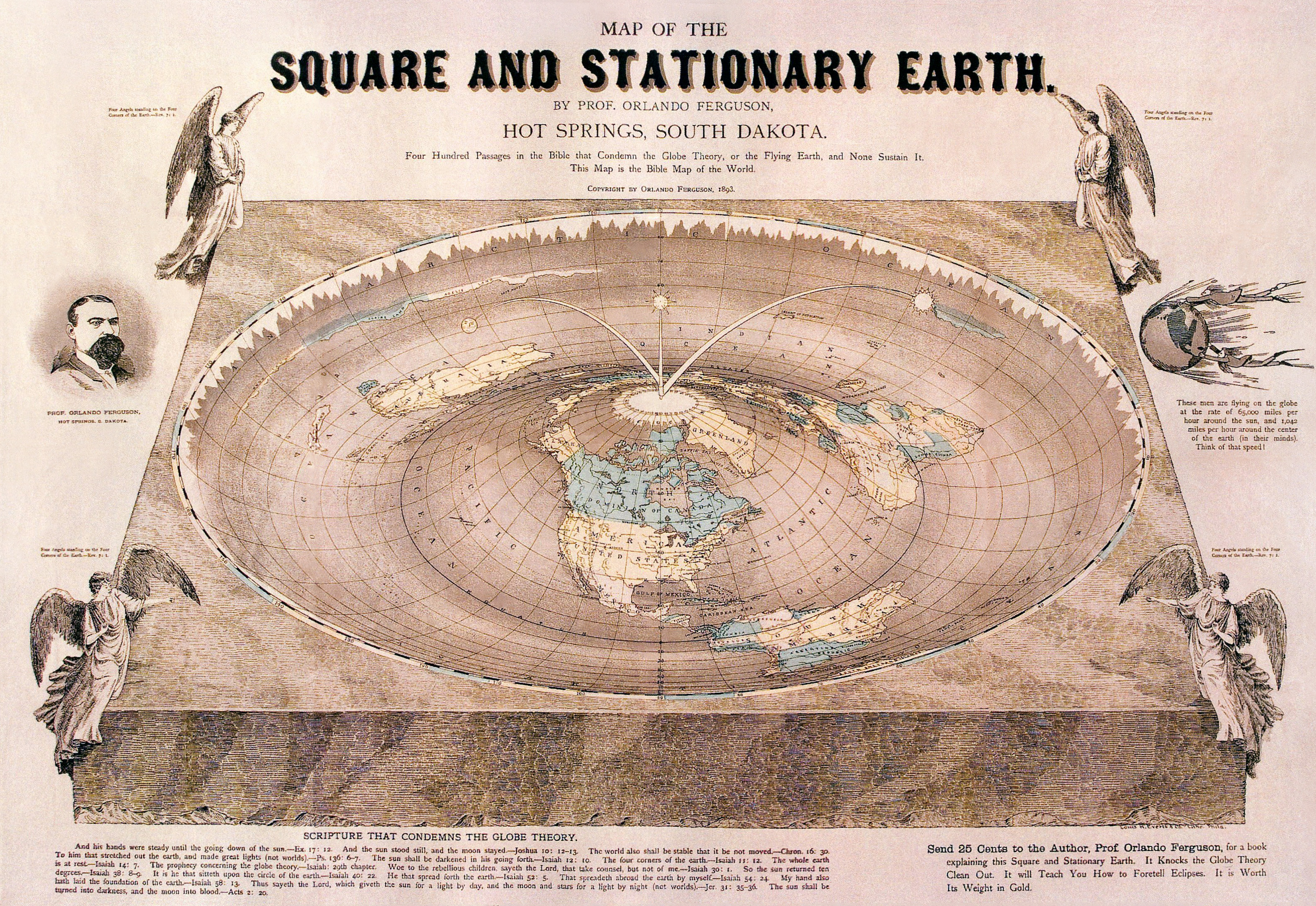
Мапа пласкої Землі Орландо Фергюсона 1893 року

Ідея про пласку Землю відродилася в західній культурі в XIX ст. У 1830-х роках британська комуна, очолювана письменником Семюелем Берлі Роуботмамом, поновила концепцію пласкої Землі. Учасники комуни вважали, що Земля — це диск із Північним полюсом у центрі, оточений на краях крижаною стіною, що запобігає розтіканню світового океану. Семюель Роуботмам опублікував книгу під назвою «Зететична астрономія: Земля не куля!» (1865), що містить виклад експериментів, які «доводять, що Земля є площиною». Вільям Карпентер з Балтимора видав книгу «Сто доказів того, що Земля — це не земна куля» (1885). В 1893 році Фергюсон з Гот-Спрінгс, штат Південна Дакота, опублікував свою «Карту квадратної та нерухомої Землі». На ній зображено світ, що є заглибиною в товщі квадратної Землі, а центральна частина випукла. На краях заглибини міститься крига.

### XX століття та сучасність

Емблема ООН містить полярне азимутальне еквідистантне зображення Землі

Значним теоретиком і популяризатором моделі пласкої Землі в 1920-і був Вілбур Воліва. В 1950-х роках на ґрунті ідей Ровботама в Британії виникло Товариство пласкої Землі.
Завдяки зростанню впливу Інтернету та соціальних медіа на початку 2000-х років, Товариство пласкої Землі стало популяризовувати свої погляди з жовтня 2009 року. Послідовники Товариства не мають загальноприйнятої моделі світобудови. Деякі моделі повторюють стародавній погляд на Землю як диск із куполом. Інші намагаються поєднати стародавні моделі з сучасними науковими знаннями. На основі моделі пласкої Землі Товариством розроблені альтернативні пояснення фізичних явищ, які суперечать академічній фізиці, астрономії, географії та іншим наукам. У той же час не всі, хто вірять у пласку форму Землі, поділяють погляди Товариства. Серед альтернативних моделей — Земля в формі діаманта, оточена викривленим простором, завдяки чому, дійшовши до краю, людина просто опиниться з протилежного боку; Земля з більшою кількістю континентів, прихованих за «крижаною стіною» Антарктики.
Підставою для відродження концепції пласкої Землі в XXI ст. стали поширені сумніви в достовірності наукового знання, пошуки альтернативних пояснень у теоріях змови, доступність інформації, бажання широких верств населення відчувати спільність, користування результатами науково-технічного прогресу без розуміння принципів отримання наукових знань. За підрахунками National Geographic, у 2019 році 2 % американців (6,5 млн осіб) вірили в те, що Земля має форму диска. Такої ж думки дотримуються 3 % мешканців Росії.
Земля досі зображується як єдиний диск на картах з азимутальною еквідистантною проєкцією.

## У мистецтві

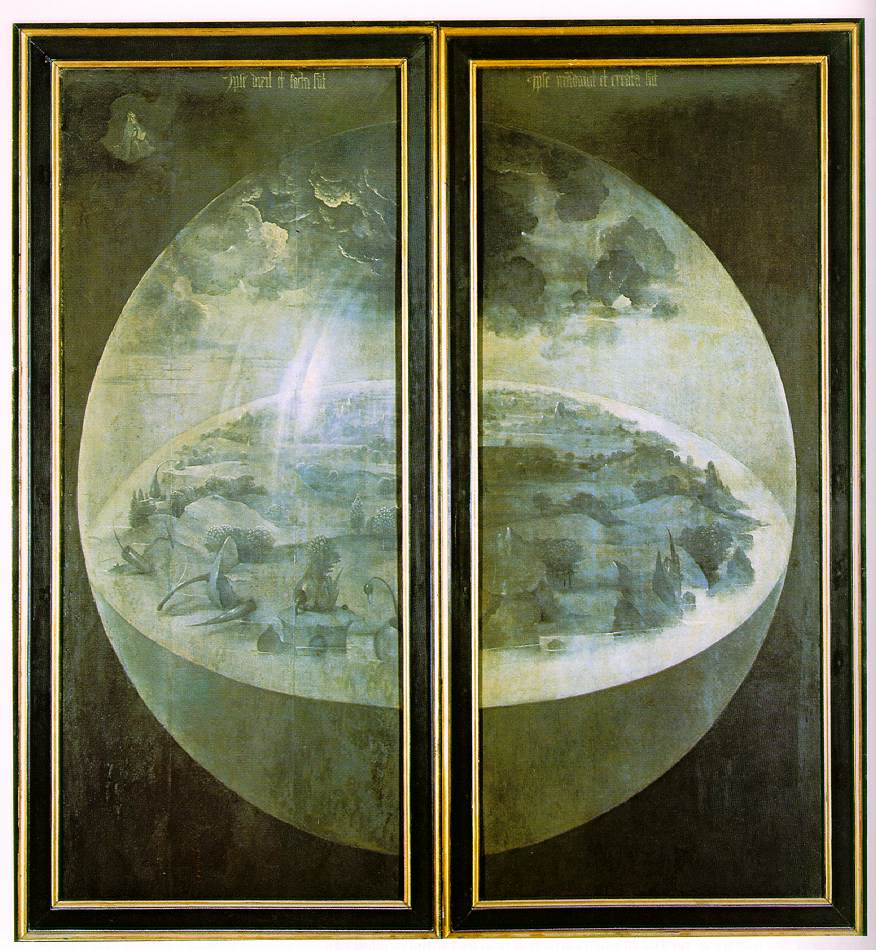
Пласка Земля як частина сферичного світу на панелях триптиха Ієроніма Босха «Сад земних насолод»

В архітектурі Стародавнього Єгипту храми символізували світ, де підлога відповідала землі, колони — рослинам, а дах — небу. Модель світобудови з пласкою Землею присутня на зображеннях з богинею неба Нут у таких пам'ятках, як Грінфілдський папірус (близько 930 року до н. е.).
Малюнки світу як диска відомі в середньовічному мистецтві джайнізму, ісламу, християнства. Такі зображення часто пов'язані з ідею про опозиції добро-зло, верх-низ. Наприклад, такою Землю зображено на зовнішніх панелях триптиха Ієроніма Босха «Сад земних насолод» (1500—1510).
Плаский світ — це поширена тема в фентезійних творах. Пласким є світ Нарнія з серії романів Клайва Стейплза Льюїса «Хроніки Нарнії» (1950—1956), що зокрема розкривається в книзі «Принц Каспіан» (1951). Середзем'я, вигадане Джоном Толкіном, у минулому теж було пласким, але на час подій книг вже стало сферичним. На плоскому світі розгортається сюжет серії романів Теніт Лі «Казки з Пласкої Землі» (1978—1987). В гумористичних фентезійних книгах Террі Пратчетта про Дискосвіт (1983—2015) дія відбувається в пласкому світі, що лежить на спинах чотирьох слонів, які стоять на величезній черепасі.
Ідея також трапляється в науковій фантастиці. В гумористичному романі Террі Пратчетта «Страта» (1981) могутня цивілізація спершу поселила людей на штучній пласкій планеті всередині сфери з зорями, Сонцем та Місяцем на внутрішній поверхні. Група наступних будівельників планет створює для людей нормальну планету й переселяє їх туди, коли оригінальний світ виявляється на порозі краху. Оповідання Чарльза Стросса «Ракетна прогалина» (2006) показує світ 1962 року, раптово перенесений на диск Олдерсона як проєкція сфери.
Своєрідний плаский світ зображено в фільмі «Шоу Трумена» (1998), де для головного героя створено штучне середовище, накрите куполом, та в інших фільмах, де обмежена кругла територія ізольована від решти світу прозорим куполом або куполом, який зображає небо («Сімпсони у кіно», «Ліга Справедливості», «Ґодзілла проти Конґа»). В Кіновсесвіті Marvel світ Асґард є континентом, який висить у космічній порожнечі.
Події рольових відеоігор Might and Magic IV (1992) і Might and Magic V (1993) відбуваються на двох сторонах квадратного світу.

## Галерея

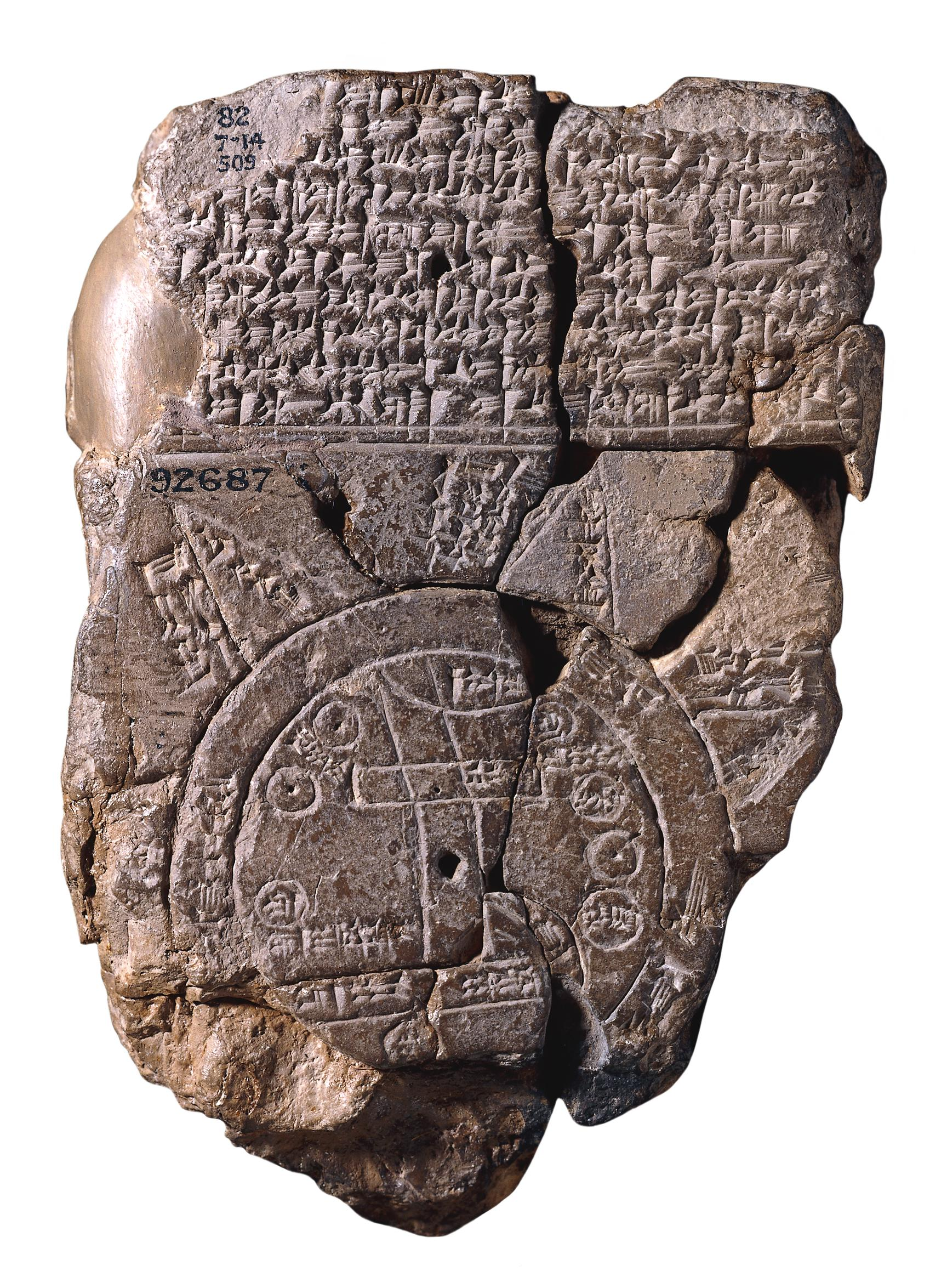
Вавилонська карта світу
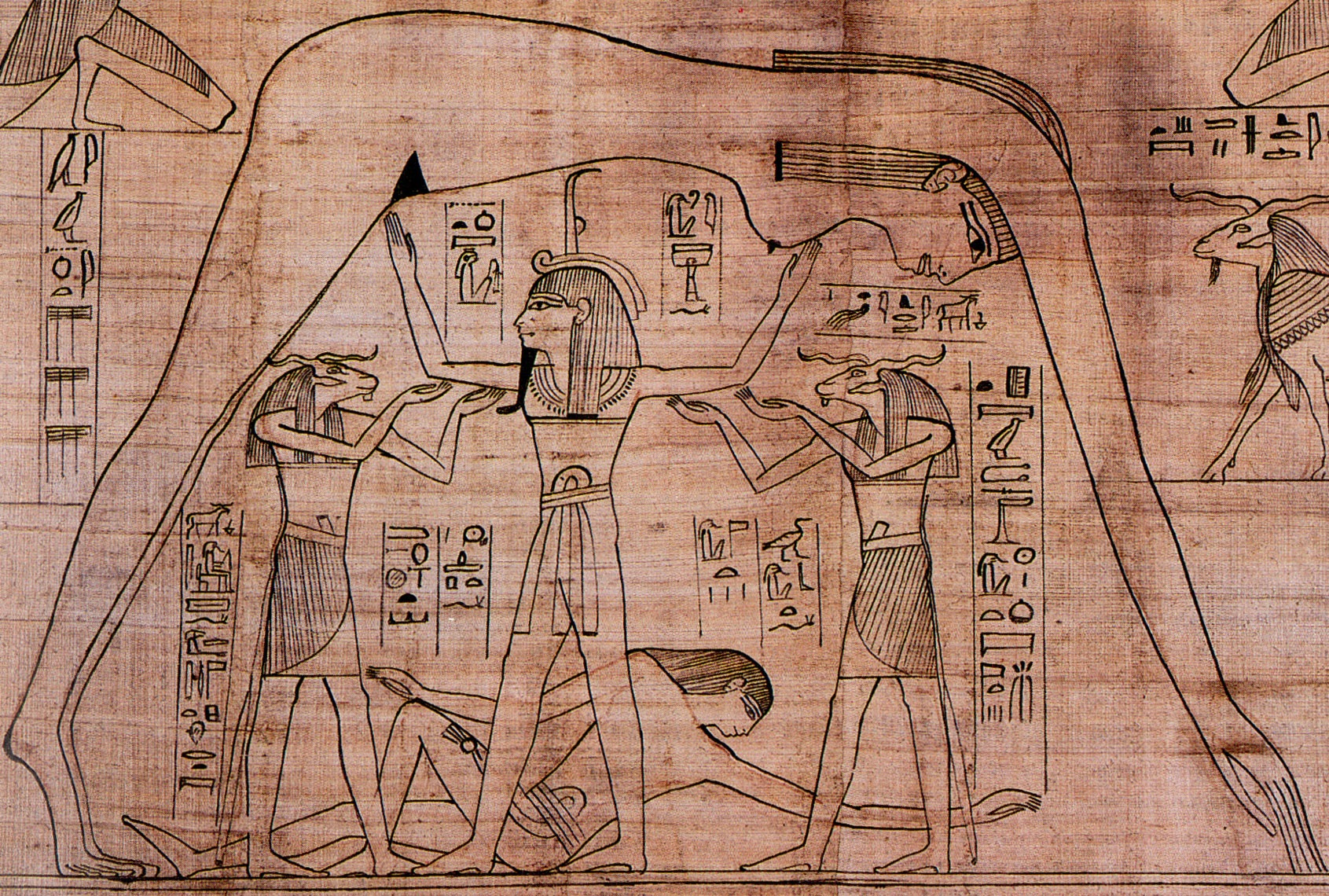
Модель світу в Грінфілдському папірусі
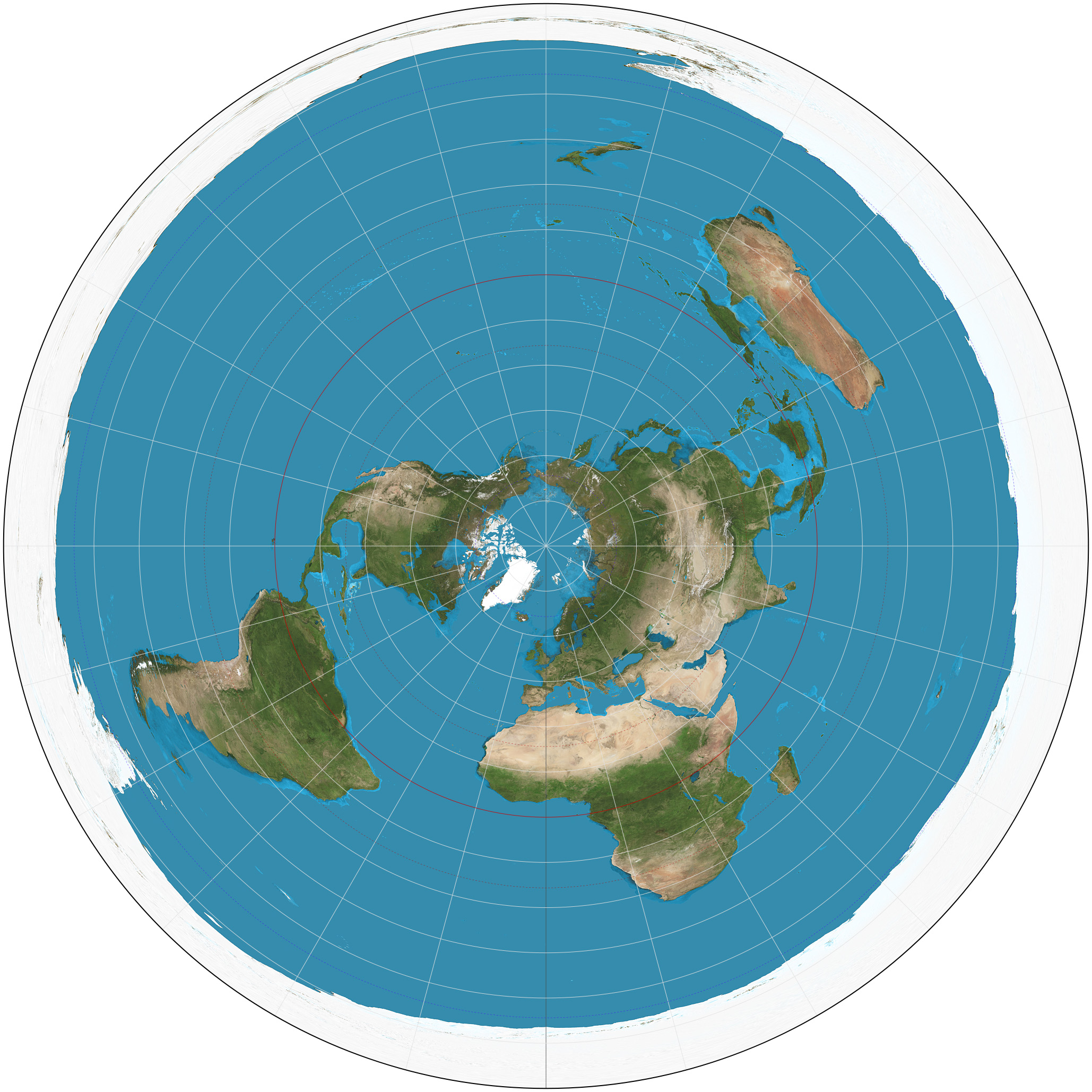
Карта Землі в азимутальній еквідистантній проєкції
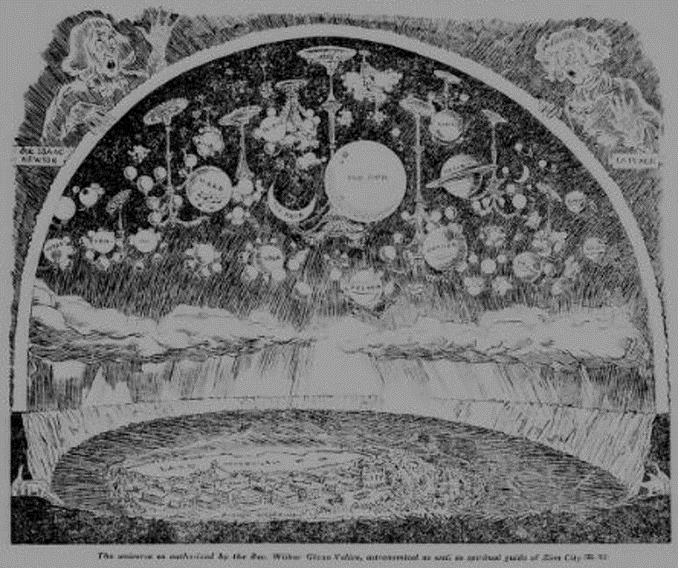
Модель світу Вілбура Воліви